# Gabriele Caliebe
Gabriele Caliebe (* 25. Februar 1954 in Hemer) ist eine deutsche Juristin und ehemalige Richterin am Bundesgerichtshof.

## Werdegang
Caliebe ist verheiratet und hat drei Kinder. Nach Abschluss ihrer juristischen Ausbildung trat sie im März 1981 in den höheren Justizdienst des Landes Nordrhein-Westfalen ein. Sie war zunächst beim Landgericht Köln tätig, wo sie im September 1984 zur Richterin am Landgericht ernannt wurde. Im Anschluss an eine Abordnung an das Oberlandesgericht Köln folgte dort im August 1996 ihre Ernennung zur Richterin am Oberlandesgericht. Seit April 2003 sie an das Bundesministerium der Justiz abgeordnet. Am 10. Dezember 2003 wurde sie zur Richterin am Bundesgerichtshof ernannt, bei dem sie zunächst dem vorwiegend für das Gesellschaftsrecht zuständigen II. Zivilsenat zugewiesen wurde. Um die Jahreswende 2010/2011 kam es zu einer Kontroverse wegen persönlicher Kontakte zu einem Rechtsanwalt, in deren Folge Caliebe in den III. Zivilsenat wechselte, mit Blick auf die Entscheidung des Verwaltungsgerichtshofs Baden-Württemberg vom 17. Januar 2011 (Aktenzeichen: 4 S 1/11) mit Wirkung vom 20. Januar 2011 aber bis auf Weiteres wieder dem II. Zivilsenat zugewiesen wurde. Für diesen Senat wurde sie seit Juli 2009 in den Gemeinsamen Senat der obersten Gerichtshöfe des Bundes entsandt. Von Januar 2013 bis Dezember 2016 war sie Mitglied des Präsidiums des Bundesgerichtshofs. Zum 28. Februar 2017 ist sie in den Ruhestand getreten.

## Veröffentlichungen
- Rechtsberatungsgesetz, 3. Aufl. 2001 (mit Günter Rennen), München: C.H. Beck, ISBN 3-406-45470-4
- Forderungseinziehung durch Inkassounternehmen unter Inanspruchnahme gerichtlicher Hilfe, Neue juristische Wochenschrift (NJW) 1991, 1721–1723
- Asset-Backed-Securities-Transaktionen und ihre Vereinbarkeit mit dem Rechtsberatungsgesetz, Betriebs-Berater (BB) 2000, 2369–2380
- Umfang und Grenzen der Befugnisse der Inkassounternehmen im Schuldenbereinigungsplanverfahren (mit Heinz Vallender), Zeitschrift für das gesamte Insolvenzrecht (ZInsO) 2000, 301–304
- Was ist ein "gerichtliches" Verfahren? NJW 2001, 1623–1625
- Die rechtliche Beratung des Kunden durch das Inkassounternehmen, Entscheidungen zum Wirtschaftsrecht (EWiR) 2003, 441–442